# Дифракційна межа

Логаграфічний графік залежності діаметра апертури від кутової роздільної здатності на дифракційній межі для різних довжин хвиль порівняно з різними астрономічними інструментами. Наприклад, блакитна зірка показує, що космічний телескоп Габбл дифракційно обмежений у видимому спектрі кутом 0,1 секунди, а червоне коло показує, що людське око теоретично повинно мати роздільну здатність 20 кутових секунд, хоча зазвичай лише 60 кутових секунд.

Дифракційна межа — це мінімальне значення розміру плями (пляма розсіювання), яку можна отримати, фокусуючи електромагнітне випромінювання. Найменший розмір плями не дозволяє отримати явище дифракції електромагнітних хвиль.

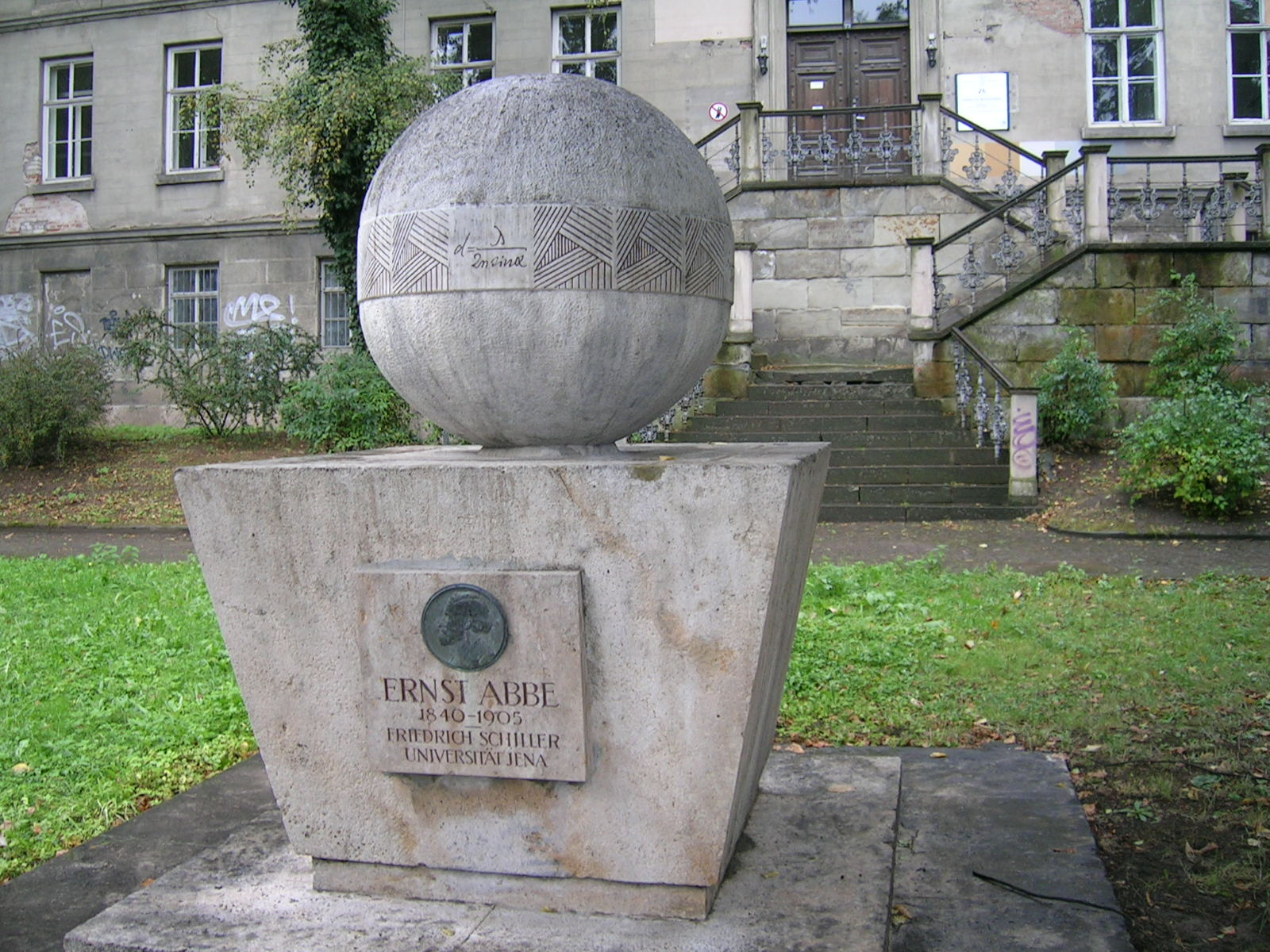
Меморіал Ернсту Карлу Аббе, який приблизно визначив межу дифракції мікроскопа як, де d — розмір розрізнюваного елемента, λ — довжина хвилі світла, n — показник заломлення середовища, а θ (зображене як α у написі) — півкут, який охоплює лінза оптичного об'єктива.

Дифракційну межу відкрив 1873 року Ернст Аббе.
Мінімальна дифракційна межа визначається формулою dmin = λ/(2n), де λ — довжина електромагнітної хвилі у вакуумі, n — показник заломлення середовища. Іноді під дифракційною межею розуміється не лінійний, а кутовий розмір, що визначається за формулою ψmin = 1,22 λ/D (критерій Релея, запропонований в 1879 році), де D — апертура оптичного приладу.